# Torpille humaine

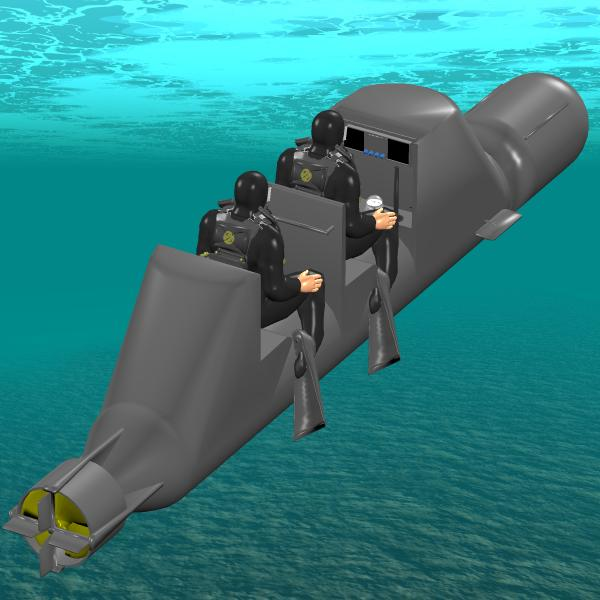

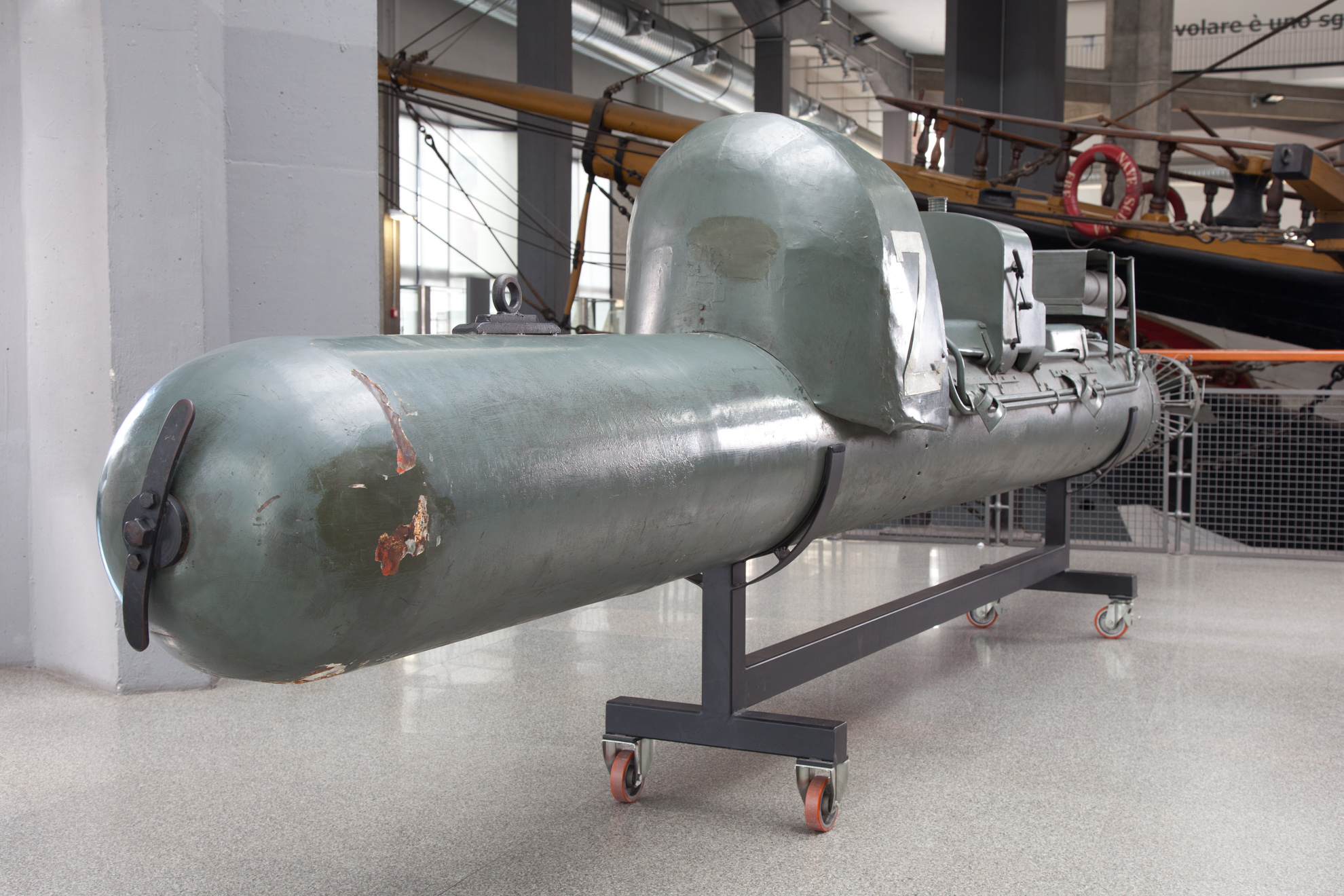
Maiale, au Museo nazionale della scienza e della tecnologia Leonardo da Vinci de Milan.

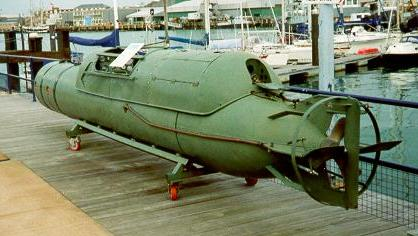
Maiale au Royal Navy Submarine Museum.

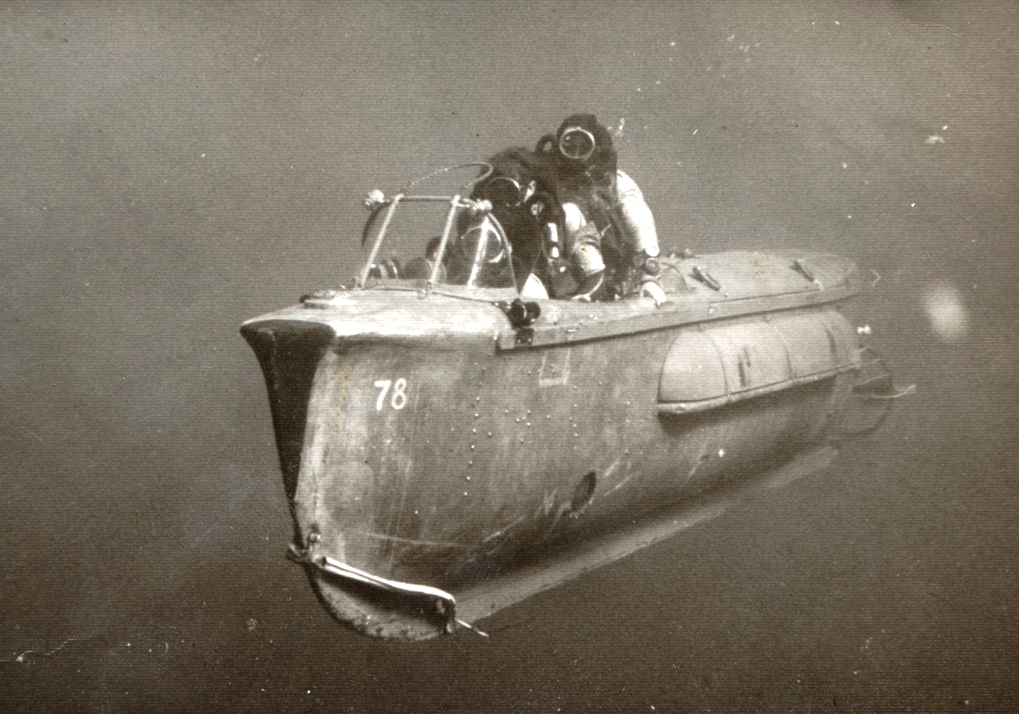
Engin israélien, en 1967.

Les torpilles humaines ou torpilles habitées sont un type de propulseur de plongée sur lequel le plongeur monte, généralement en position assise derrière un carénage. Ils ont été utilisés comme armes navales secrètes pendant la Seconde Guerre mondiale. Le concept de base est toujours utilisé.

## Histoire
Le nom était couramment utilisé pour désigner les armes que l'Italie, et plus tard (avec une version plus grande) la Grande-Bretagne, déployaient dans la Méditerranée et utilisaient pour attaquer les navires dans les ports ennemis. Le concept de torpille humaine a parfois été utilisé par les plongeurs récréatifs, bien que cette utilisation soit plus proche des sous-marins miniatures.

## Description
Une torpille humaine peut désigner :
- Un propulseur de plongée en forme de torpille chevauché par des plongeurs comme les différentes Siluro a lenta corsa Maiale et ses copies anglaises Chariot. Mais contrairement aux torpilles, ils ne sont jamais lancés contre les navires.
- Un sous-marin de poche en forme de torpille, comme les Neger allemandes, qui lance lui-même une torpille ou le Kaiten suicide japonais.